# Robinson Crusoe (2003)
Robinson Crusoe ist ein zweiteiliger Fernsehfilm aus dem Jahr 2003 mit Pierre Richard und Nicolas Cazalé in den Hauptrollen.

## Änderungen zur Romanvorlage und aktuelle Bezüge
Der Film stellt eine adaptierte Fassung des berühmten Romans von Daniel Defoe aus dem Jahr 1719 vor. Im Gegensatz zum Buch ist der TV-Zweiteiler (16:9) (Originaltitel: L’île de Robinson und Robinson et Vendredi, deutsche Titel: Die Insel des Robinson und Robinson und Freitag) in Südamerika bzw. auf einer Insel der Karibik in der Mitte des 18. Jahrhunderts angesiedelt und sehr gesellschaftskritisch angelegt. So betrachtet Robinson Freitag zunächst vor allem als Diener, dem es gilt, zivilisiertes Verhalten beizubringen. Aber gerade die zivilisierten Europäer erweisen sich in dieser Verfilmung oft als Feiglinge, Lügner und Mörder, wohingegen Freitag als vermeintlich „Wilder“ viel eher Tugenden wie Mut, Charakterstärke, Treue und Ehrlichkeit aufweist.
Der Film weist starke aktuelle Bezüge auf, indem er am Beispiel der Beziehung Robinsons und Freitags schildert, wie zwei Individuen völlig verschiedener Herkunft, Kultur und Religion lernen müssen, miteinander zu leben. Parallelen zu aktuellen Problemen zwischen Menschen mit und ohne Migrationshintergrund in Europa, zur Globalisierung im Allgemeinen und dem Aufeinanderprallen verschiedener Kulturen im Besonderen liegen auf der Hand.

## Handlung

### Teil 1: Die Insel des Robinson
1744: Robinson Crusoe hat eine Zuckerrohrplantage in San Luis in Venezuela geerbt und wurde gerade von einem im Sterben liegenden Freund mit der Vormundschaft über dessen Enkelin Isabella betraut. Da wird er als ortskundiger Kontaktmann ersucht, das Sklavenschiff Santa Lucia in den Golf von Guinea zu begleiten. Dort sollen Sklaven für die Plantagen in Südamerika gekauft werden. Um seine Gläubiger zufrieden zu stellen, willigt er ein und verabschiedet sich von seinem Mündel Isabella und seiner farbigen Haushälterin Mélanie in der Hoffnung, nach wenigen Monaten wieder zu Hause zu sein.
An Bord des Schiffes kommt es zwischen ihm und dem Kapitän zum Streit, als dieser statt auf direktem Weg Ostafrika zuerst Santo Domingo auf Hispaniola ansteuert, um dort Sklaven zu verkaufen. Robinson weigert sich als Vertreter des Schiffseigners, dem zuzustimmen und wird vom Kapitän kurzerhand in der Nähe einer kleinen Insel in einem Boot ausgesetzt. Unter großen Anstrengungen gelingt es ihm, die Insel noch am selben Tag zu erreichen. Erschöpft bricht er am Strand zusammen und wird in der Nacht von einem heftigen Sturm geweckt. Am nächsten Morgen beginnt er vorsichtig, die Insel zu erkunden und muss entsetzt feststellen, dass er der einzige Mensch auf dem Eiland ist. Am Strand entdeckt er die Galionsfigur der Santa Lucia und kurz darauf auch das Wrack des dem nächtlichen Sturm zum Opfer gefallenen Schiffs. Bis auf die Schiffshündin Venus hat jedoch niemand an Bord das Unglück überlebt. Robinson bringt für ihn lebenswichtige Ausrüstungsgegenstände wie Schwarzpulver, Musketen, Pistolen, Nahrungsmittel, Kerzen, Möbel, sowie sein geliebtes Tafelklavier an Land. Mit den wenigen vom Schiff geretteten Dingen – das Wrack wird in der folgenden Nacht von der Flut weggerissen – beginnt er, sich am Strand wohnlich einzurichten. Im Logbuch des Kapitäns liest er dessen Eintrag, wonach er, Robinson, am 18. März 1744 an Quartanfieber verstorben und sein Leichnam dem Meer übergeben worden sei.
Robinsons erste Jagdversuche enden meist recht unerwartet: Zieht er mit der Muskete los, um wilde Ziegen zu jagen, so bringt er stattdessen nur eine Krabbe zur Strecke. Will er dagegen fischen gehen, dann erlegt er mit seinem Speer tatsächlich eine Ziege. Als er den Ziegenbraten gemeinsam mit Hündin Venus verspeist, entdeckt er plötzlich im Fleisch eine Gewehrkugel. Er fragt sich, wer wohl auf die Ziege geschossen hat und beschließt, den Schützen zu suchen, der seiner Ansicht nach wie er ein Schiffbrüchiger sein muss.
Robinson gerät bei seiner Suche in einige Fallen, welche der Unbekannte anscheinend zum Schutz vor Eindringlingen ausgelegt hat. Schließlich entdeckt er eine Höhle und darin den Namenszug „Thomas Selkyrk“ (Daniel Defoes Romanvorlage basiert übrigens zum Großteil auf der wahren Geschichte des schottischen Seefahrers und Abenteurers Alexander Selkirk vom Beginn des 18. Jahrhunderts). Als Robinson im Dunkeln plötzlich von einem Augenpaar angestarrt wird, glaubt er zunächst, diesen Thomas Selkyrk gefunden zu haben. Im Schein seiner Fackel zeigt sich jedoch, dass es nur ein Ziegenbock ist, der ihm solchen Schreck eingejagt hat. Von Thomas Selkyrk selbst findet er jedoch nur mehr das Skelett, seine Pistole und Brille und schließlich seinen Papagei, dessen „Mein Name ist Thomas“-Gekreische ihn zuvor noch gehörig erschreckt hatte. Robinson beerdigt die sterblichen Überreste seines unglücklichen Vorgängers auf der Insel. Dieser Rückschlag trifft ihn sehr, da er schon gehofft hatte, nicht mehr allein sein zu müssen. Er beschließt, ein Floß zu bauen, um die Insel zu verlassen.
Während er wenig Erfolg mit einer Fallgrube bei der Ziegenjagd hat, dafür umso mehr mit Schweinefallen aus Klaviersaiten, schreitet der Bau seines Floßes aus Palmenholz und Bambus voran. Nachdem er es fertig gestellt und mit einigen Schwierigkeiten auch zu Wasser gelassen hat, treibt das Floß jedoch in einem unachtsamen Moment mit Hündin Venus als Passagier auf dem zum Meer strömenden Fluss davon. Robinson kann Venus gerade noch vom Floß retten, bevor dieses von der Strömung erfasst wird und aufs offene Meer hinaustreibt. Nun findet sich Robinson damit ab, für längere Zeit auf der Insel leben zu müssen und er sucht zu diesem Zweck gemeinsam mit Venus ein neues Zuhause. Endlich finden sie nahe beim Fluss eine sichere und geräumige Höhle mit Blick aufs Meer, die Robinson sogleich wohnlich einrichtet. Davor legt er ein kleines Gärtlein an und hält auch schon bald eine Ziege.
Eines Tages erblickt er vom Eingang seiner Höhle aus ein Schiff auf dem Meer. Aufgeregt eilt er in Richtung Strand, stürzt dabei zwar aus Versehen in seine eigene Fallgrube, kann aber wieder herausklettern und erreicht das Meer gerade rechtzeitig, um die Schiffsbesatzung mit Rufen und Gewehrschüssen auf sich aufmerksam zu machen. Leider zieht jedoch gleichzeitig ein Gewitter mit Donner und Regen herauf, und so kann er weder die von ihm zu diesem Zweck vorbereiteten Signalfeuer abbrennen, noch hört ihn jemand auf dem Schiff. Niedergeschlagen kehrt er in seine Wohnhöhle zurück. Plötzlich bricht der durch den Regen angeschwollene Fluss herein und überschwemmt mit einem Riesenschwall die ganze Höhle. Als Robinson wieder zu sich kommt, ist sein Zuhause ein einziges schmutziges Durcheinander. Was ihn aber noch viel mehr trifft: Seine geliebte Hündin Venus hat die Katastrophe nicht überlebt. Robinson kann sie nur mehr begraben. Zurück in der Höhle bricht er seelisch zusammen und beschließt, sich noch am selben Abend das Leben zu nehmen. Das schafft er dann zwar doch nicht, doch gehört die folgende Zeit seines Lebens, wie er selbst sagt, zu den düstersten seiner Existenz. Er hatte zwar nicht den Mut gehabt, sich zu töten, fand aber auch nicht die Kraft, zu leben und hatte alles, was aus ihm ein zivilisiertes Wesen machte, vergessen.
Nach einer nicht genau definierten längeren Zeitspanne, während der er wie ein wildes Tier im Wald lebt, entdeckt er eines Tages im Sand am Fluss einen menschlichen Fußabdruck, der zu klein ist, um sein eigener zu sein. Das lässt ihn aus seiner Lethargie erwachen. Da es nur ein einzelner Abdruck ist, glaubt er, dass es noch einen zweiten Schiffbrüchigen wie ihn selbst auf der Insel geben muss. Er schöpft neuen Mut, kehrt in seine Höhle zurück und richtet diese wieder wohnlich und sich selbst wieder menschlich her, um sich auf ein Treffen mit dem Unbekannten vorzubereiten. Plötzlich sieht er tatsächlich vom Strand her Rauch aufsteigen und läuft voller Zuversicht in Richtung Meer, um den Besucher willkommen zu heißen. Doch im Wald trifft er auf eine Gruppe Indianer und kann sich, von diesen verfolgt, gerade noch rechtzeitig im Fluss verstecken. Nachdem die Indianer die Insel in ihren Pirogen wieder verlassen haben, entdeckt Robinson zu seinem Entsetzen am Strand die menschlichen Überreste eines Kannibalenmahls. Nach diesem unfreundlichen Erlebnis baut er um seine Wohnhöhle eine Palisade mit improvisierter Zugbrücke, um sich vor einem möglichen Angriff der Kannibalen zu schützen.
Sechs Monate nach dem ersten Zusammentreffen mit den Indianer-Kannibalen sichtet Robinson erneut sechs Kanus auf dem Meer, welche seine Insel ansteuern. Er bewaffnet sich mit Musketen und Pistolen und geht zum Strand, um sich den Eindringlingen zu stellen. Die Indianer haben wieder einen der ihren dazu ausersehen, getötet und gegessen zu werden. Doch diesmal reißt sich das auserwählte Opfer los und flieht in Richtung Wald. In genau diesem Moment stürzt Robinson, der die Szene beobachtet hat, aus seinem Versteck hervor. Er erschießt einen der Verfolger und verwundet einen anderen an der Hand. Ein zusätzlicher Warnschuss in die Luft reicht aus, um sämtliche Indianer zu ihren Pirogen und aufs Meer hinaus zu vertreiben.
Zurück am Strand bleibt jener verschreckte junge Indianer, der gegessen hätte werden sollen. Verwundert sieht er aus sicherer Distanz mit an, wie Robinson den von ihm erschossenen Kannibalen beerdigt und ein Kreuz auf das Grab steckt. Mit einem aus Mitleid und Geringschätzung gemischten Blick auf den Indianer verlässt Robinson anschließend den Strand und geht in seine Höhle zurück. Dort hadert er zunächst mit Gott: „Ist das der Gefährte, den Du mir auf meine Insel schickst? Ein Kannibale, ein Wilder?!“ Schließlich überwindet er sich jedoch und geht in der Nacht zum Strand zurück, wo der junge Indianer singend an einem Feuer sitzt. Vorsichtig nähert sich Robinson dem verängstigten Eingeborenen und bietet ihm eine Frucht an. Der Indianer ergreift sie scheu und reicht ihm seinerseits ein gebratenes Stück Fleisch. Als Robinson jedoch erkennt, dass der Indianer die Leiche seines getöteten Stammesangehörigen ausgegraben hat und das Fleisch von diesem stammt, weicht er zunächst entsetzt zurück. Da sich der junge Indianer, enttäuscht über die Nichtannahme seines Geschenks, abwendet, ruft ihn Robinson jedoch zurück und überwindet sich, in das gebratene Stück Menschenfleisch hinein zu beißen – entsetzt über seine eigene Tat bricht er daraufhin zusammen.

### Teil 2: Robinson und Freitag
Am nächsten Morgen führt Robinson den jungen „Wilden“ – nicht ohne Kommunikationsprobleme – zu seiner Wohnhöhle. Dort angekommen beweist ihm der Indianer als erstes gleich die Nutzlosigkeit seiner Palisade, indem er diese mühelos überspringt. In der Wohnhöhle versucht Robinson seinem erstaunten Gast vergeblich zu erklären, wie er auf die Insel gekommen ist und was er seither erlebt hat. Als daraufhin der Indianer in seiner eigenen Sprache losplappert, muss sich Robinson eingestehen: „Das wird nicht einfach.“ Beim ersten gemeinsamen Mittagessen prallen unterschiedliche Tischkulturen aufeinander, und als der Indianer dann auch noch direkt vor der Höhle sein „Geschäft“ verrichtet, platzt Robinson der Kragen: „Nicht einmal meine Hündin Venus hätte das getan!“ Erschrocken springt der Eingeborene daraufhin über die Palisade und entschwindet im Wald. Robinson beschließt, ihm den Namen „Freitag“ zu geben, da jener 23. Oktober, an dem er ihm das Leben gerettet hat, ein Freitag war. In der gleichen Nacht, während Robinson schläft, kehrt der Indianer zurück, entwendet ein großes Messer aus der Höhle und verschwindet damit. Am nächsten Morgen entdeckt Robinson zu seinem Erstaunen, dass sich der Eingeborene direkt vor seiner Palisade eine Hütte aus Bambus und Palmwedeln gebaut hat und darin in einer Hängematte schlummert. Robinson wartet in seiner Höhle auf ihn. Der Indianer kommt zwar erst Stunden später zu ihm, hat aber zu Robinsons Freude gleich ein paar Mangos mitgebracht. Den gefühlvollen Anschlag auf dem Tafelklavier muss ihm Robinson hingegen noch zeigen… Bei der ersten gemeinsamen Ziegenjagd erweist sich Freitag dafür als geschickter Jäger – während Robinson mit seiner Steinschleuder gerade mal eine Ziege erwischt, fängt Freitag in den Büschen gleich zwei.
Robinson jedenfalls sieht in Freitag, der mit richtigem Namen eigentlich Itáua heißt, vor allem einen Diener und eine Arbeitskraft, einen zwar loyalen und mutigen „Wilden“, den es jedoch zu missionieren gilt – womit Robinson allerdings wenig Erfolg hat. Außerdem lässt er Freitag Kniehosen und ein weites weißes Hemd tragen, welches sich allerdings beim ersten gemeinsamen Versuch, einen Ziegenbock zu fangen, als äußerst hinderlich erweist. Freitag / Itáua wirft es danach wütend von sich, um es auch nie wieder anzuziehen. Während Freitag noch schmollend in einer Ecke sitzt, ist Robinson ganz aus dem Häuschen wegen eines zufällig in den Falten von Freitags Hemd gefundenen Weizenkorns, in dem er den Grundstein für ein großes Weizenfeld sieht. Nach dem Einpflanzen des Weizenkorns startet Robinson einen erneuten Missionierungsversuch, indem er Freitag anhand der Bibel das Sakrament des Abendmahls erklärt – mit zweifelhaftem Erfolg, denn Freitag versteht zunächst alles ein wenig zu wörtlich: „Ah, Freunde essen Jesus – wie mein Stamm auch.“ Als Freitag in der Nacht vor seiner Hütte einen Göttertanz aufführt, erklärt ihm Robinson voll religiösem Eifer, dass ihr beider Himmel und der Gott darin derselbe seien – Freitags Reaktion wirkt jedoch nicht gerade überzeugt.
Um die Vögel vom sprießenden Weizen fernzuhalten, bastelt Robinson eine Vogelscheuche. Freitag baut sogleich eine eigene, welche Robinson ähnelt, woraufhin Robinson zum großen Vergnügen der beiden seine eigene Vogelscheuche Freitag nachempfindet.
Eines Abends erzählt Freitag Robinson davon, dass seinem Glauben nach die Seele eines verstorbenen Mannes in einen Jaguar übergeht, jene einer Frau oder eines Kindes hingegen sich in die Luft erhebt und so vom Jaguar eingeatmet wird. Robinson findet das zwar sehr schön, aber, wie er nachdenklich meint, „es ist nicht das Wort Gottes.“
Mittlerweile erledigt Freitag die ganze Arbeit für Robinson – er wäscht dessen Wäsche, holt Wasser usw. Als ihn Robinson wieder einmal zum Wasserholen schickt, wo er doch gerade mit Früchten beladen aus dem Wald zurückkommt, reicht es ihm: Wütend und schimpfend springt er über die Palisade und beschwert sich lauthals bei seiner – Robinson nachempfundenen – Vogelscheuche über seine schlechte Behandlung. Als ihn der ratlose Robinson fragt, was denn los sei, entgegnet Freitag nur: „Du fragen Vogelscheuche!“ Erst jetzt versteht Robinson, dass er seinen Gefährten wie ein Arbeitstier behandelt hat, und er beginnt – wohl wissend, dass ihn Freitag aus einiger Entfernung beobachtet, eine stille Aussprache mit der Vogelscheuche. Reuig bringt er danach dem sichtlich erleichterten Freitag und sich selbst eine Wasser-Kalebasse, und sie stoßen damit auf ihre Versöhnung an.
Robinson baut in seine Palisade eine Tür ein, damit die beiden sich leichter treffen und unterhalten können. Sie rauchen gemeinsam Zigarren und Robinson begleitet am Abend den zeichnenden und dabei singenden Freitag auf seinem Klavier. Zusammen tollen sie im Fluss herum, in dem sich Robinson viele Monate zuvor vor den Indianer-Kannibalen verstecken musste.
Eines Tages meint Robinson zu Freitag, was für ein schönes Leben sie doch haben könnten, wenn sie Sklaven hätten. Auf Freitags Frage hin erklärt ihm Robinson, dass das lebenslang Gefangene seien, die für sie arbeiten müssten. Freitag gefällt diese Vorstellung gar nicht, und Robinson muss ihm beipflichten, dass ihnen auch ohne Sklaven der Wald und das Meer genug zum Leben geben. In diesem Moment bemerkt Freitag, dass sich sechs kleine Boote der Insel nähern. Die beiden verstecken sich am Strand, und Robinson fragt Freitag, ob der ihn verlassen würde, wenn es sein Volk sei. Als sich zeigt, dass es tatsächlich sein Stamm ist, bejaht Itáua die Frage – sein Volk werde immer sein Volk bleiben. Robinson folgt ihm jedoch und ersucht ihn, zu bleiben. Obwohl ihm Itáua erklärt, dass er die Ehre seines Volkes wiederherstellen muss, schießt Robinson schließlich auf die Indianer, welche Freitag zu einer der Pirogen führen. Er tötet drei der Eingeborenen und Freitag bleibt zum zweiten Mal am Strand zurück. Als Robinson zu ihm tritt, ist Itáua völlig aufgebracht darüber, dass Robinson drei seiner Leute getötet hat. Es kommt zu einer heftigen und leidenschaftlichen Grundsatzdiskussion über die Gegensätzlichkeit ihrer beider Kulturen und letztlich über die Frage, welche die zivilisiertere der beiden sei. Schließlich verlässt Itáua den Europäer mit den Worten, dass sie erst dann miteinander leben könnten, wenn Robinson versteht, dass jemanden zu töten und zu essen auch ein Zeichen von Liebe sei, indem man sich etwa die Persönlichkeit und Kraft des Toten einverleibt.
Robinson ist bei dem Gefecht mit den Indianer-Kannibalen am Oberarm verletzt worden und die Wunde beginnt, brandig zu werden. Während beide getrennt voneinander ihr Dasein verbringen, hoffen doch auch beide, dass der jeweils andere zu ihm zurückkäme. Robinson ist jedoch zu krank, um nach Freitag zu suchen, und dieser baut sich am Strand bereits eine Piroge, um damit die Insel zu verlassen. Vom Wundbrand geschwächt spielt Robinson schließlich auf seinem Klavier jenes Thema, mit dem er Freitag beim Singen begleitet hat – und dieser antwortet tatsächlich auf einer selbst gebastelten Flöte. Zum ersten Mal begrüßt ihn Robinson nun mit seinem richtigen Namen „Itáua“ und entschuldigt sich für seine Worte, die ihn verletzt haben. Gleich darauf fällt er Freitag erschöpft in die Arme und muss sich aufs Bett legen. Er erklärt ihm, dass seine einzige Überlebenschance darin bestünde, seinen Arm abzunehmen. Itáua wirft einen kurzen Blick in das bereit liegende Buch mit der anatomischen Anleitung für eine Amputation und bricht daraufhin sofort auf, um in der Umgebung nach Heilkräutern und -pflanzen zu suchen. Er behandelt den Wundbrand mit einer selbstgemachten Paste und erklärt dem sich bereits an der Schwelle des Todes wähnenden Robinson, dass man bei seinem Volk nicht amputieren, sondern heilen würde. Robinson glaubt nicht so recht an die medizinischen Fähigkeiten seines Freundes, lässt ihn aber gewähren und auch seine magischen Beschwörungen bei ihm anwenden. Und tatsächlich beginnt sich sein Zustand bald zu bessern und er wird geheilt. Nachdem er sich bei Freitag und dessen Göttern bedankt hat, fragt er ihn, ob er ihn im Falle seines Todes gegessen hätte. Freitag bejaht, worauf Robinson nur lächelnd erwidert: „Ich verstehe.“
Voll Freude über Robinsons Genesung lassen die beiden Freunde am Strand einen Drachen steigen, und Freitag setzt einen Schnaps als Danktrunk für die Götter an. Das Gebräu wird einige Zeit später am Abend gemeinsam getrunken. Im Gespräch über die Entstehung der Welt entdeckt Robinson lauter Parallelen zwischen der indianischen Mythologie und dem biblischen Schöpfungsmythos. Anschließend dankt Itáua seinen Göttern wieder in Form eines Tanzes, dem sich Robinson bald anschließt und am Ende bekennt: „Anscheinend habe ich zu Deinen Göttern gesprochen.“
Am nächsten Morgen entdeckt Freitag zu ihrer beider Erschütterung am Strand fremde Fußspuren. Zurück bei der Wohnhöhle sehen sie, dass irgendjemand das kleine Weizenbeet zerstört und eine Ziege gestohlen hat. Im Wald stoßen sie schließlich zwar nicht auf einen bösen Dämon, wie Freitag zunächst noch befürchtet, aber auf einen mindestens ebenso grässlich aussehenden, zerlumpten und verdreckten Europäer, dem es scheinbar die Sprache verschlagen hat. Freitag misstraut dem Fremden von Anfang an und spricht ihm jede Seele ab, wohingegen Robinson in ihm einen Menschen erkennt, der wohl ähnliches wie er selbst durchgemacht hat. Der Fremde findet auch nach einiger Zeit die Sprache wieder und gibt sich als Schiffbrüchiger namens Miguel Gilberto aus. Allerdings weigert er sich hartnäckig, seinen Bart und sein verfilztes langes Haar zu schneiden. Im Gegenzug für sein neues Zuhause und die Verpflegung wird er auch zur Arbeit eingeteilt.
Eines Tages bald darauf kommt Miguel aufgeregt zur Wohnhöhle und berichtet von einem fremden Schiff, das in Begriff ist, vor der Insel zu ankern. Am Strand versteckt erkennen sie es als englisches Schiff – allerdings, so bemerkt Miguel warnend, ohne Flagge. Die Vermutung, dass es sich dabei um Piraten handeln könnte, erweist sich zwar als falsch, aber es zeigt sich, dass die Mannschaft meutert und die Offiziere gerade an Land setzt. Robinson und Freitag brechen auf, um zwei das Innere der Insel erkundende Meuterer von ihrem versteckten Zuhause fernzuhalten und töten beide. Zurück an der Küste entdecken sie, dass Miguel bei den Offizieren am Strand ist, diese jedoch eigenartigerweise noch immer gefangen sind. Robinson bricht alleine auf und weist Freitag an, ihm Deckung zu geben. Als ihn Miguel am Strand kommen sieht, winkt er ihn zu sich und versichert ihm, dass alles in Ordnung sei. Robinson kommt das sehr verdächtig vor und wird in seiner Vermutung bestätigt, als plötzlich zwei der „Gefangenen“ aufspringen und ihn entwaffnen. Miguel gibt sich zu Robinsons großer Überraschung als erster Offizier der „Santa Lucia“ zu erkennen, von der er einst ausgesetzt worden ist. Bevor er jedoch Robinson töten kann, taucht Freitag mit Pfeil und Bogen bewaffnet aus dem Wasser auf und tötet einen der beiden anderen Meuterer. Den Offizier der Santa Lucia trifft ein Pfeil, bevor dieser Freitag mit seiner Pistole anvisieren kann. Der letzte Meuterer ergibt sich daraufhin und Robinson und Freitag können die gefesselten und geknebelten echten Gefangenen befreien. Diese geben sich als Kapitän und Offiziere der „Black Prince“ zu erkennen und danken überschwänglich für ihre Rettung. Auf die Frage, wie er sich bei Robinson bedanken könne, antwortet dieser, er bitte darum, in seine Heimat mitgenommen zu werden – und zwar, wohlgemerkt, gemeinsam mit seinem Gefährten. Nach kurzem Zögern gibt ihm der Kapitän sein Wort darauf. In der Nacht brechen die britischen Offiziere mit ihrem Boot auf, um in einem Überraschungsangriff ihr Schiff zurückzuerobern. Als Siegeszeichen werden mit Robinson zwei Kanonenschüsse vereinbart.
An diesem letzten Abend in der Wohnhöhle auf der Insel zweifelt Freitag, ob der Kapitän der Black Prince ihn tatsächlich mitnehmen wird, weil er nicht einmal mit ihm redet. Robinson versichert ihm, dass das Wort des Kapitäns gilt und er selbst den Freund, den Bruder, den Sohn, den er mittlerweile in ihm sieht, niemals verlassen würde. Und in seiner Heimat werde er die Menschen lehren, „Herrn Freitag“ zu respektieren und zu lieben. Die beiden vereinbarten Kanonenschüsse ertönen bei Tagesanbruch, und am Morgen des 18. April 1759, genau 15 Jahre und einen Monat nach seiner Landung auf der Insel, verlässt Robinson in Begleitung von Freitag das Eiland an Bord der „Black Prince“.
Zurück in der Heimat zeigt sich zu Freitags und Robinsons Bestürzung, dass die Sklaverei bereits auf sämtliche Plantagen übergegriffen hat. Nachdem Robinson sein Haus mit der treuen Haushälterin Melanie und sein geliebtes Mündel Isabella wiedergefunden hat, kommt es noch am gleichen Tag zu einem Zwischenfall, als Freitag einen der Aufseher angreift, weil der einen Sklaven ausgepeitscht hat. Während des ersten gemeinsamen Abendessens stehen plötzlich sämtliche Plantagenbesitzer der Umgebung mit Fackeln vor der Tür und fordern Robinson, den „Indianer- und Sklavenfreund“ auf, von ihrem Land zu verschwinden. Robinson, Freitag, Isabella und Melanie können gerade noch rechtzeitig aus dem Haus fliehen, welches von den wütenden Plantagenbesitzern angezündet wird und in Flammen aufgeht.
Gemeinsam mit Freitag und Isabella besteigt Robinson bald nach dieser schrecklichen Nacht ein Schiff nach Europa, wo moderne und fortschrittliche Ideen über die Freiheit und Gleichheit aller Menschen im Umlauf sind. Auf Freitags Frage, was sie denn in Europa tun werden, antwortet Robinson: „Wir pflanzen die Körner der Unordnung!“

## Kritiken
Thierry Chaberts zweiteilige Verfilmung des weltbekannten Romans „Robinson Crusoe“ führt auf eine exotische Seereise in die unerforschten Weiten des karibischen Ozeans. Der bekannte französische Schauspieler Pierre Richard spielt den großen Helden mit neugierigem Charme. Als erfinderischer Abenteurer Robinson Crusoe lässt er Entdeckerherzen höher schlagen und eindringlich die Wandlung eines fest gezimmerten, christlichen und kolonistischen Menschenbildes miterleben. Gut 300 Jahre nachdem das Vorbild für Daniel Defoes Klassiker aus dem Jahr 1719, der legendäre Pirat Alexander Selkirk, im Oktober 1704 unfreiwillig den Fuß auf sein Eiland setzte, ist dieser Film entstanden. (ARTE TV-Programm vom Dezember 2009).

## Allgemeines
Der Film startete in der Schweiz am 13. und in Frankreich am 22. Dezember 2003.
Am 7. Jänner 2004 erschien eine französischsprachige Version auf DVD und am 7. Februar 2014 die deutschsprachige DVD.